# Mitterskirchen
Mitterskirchen település Németországban, azon belül Bajorországban. Lakosainak száma 2228 fő (2023. december 31.). Mitterskirchen Geratskirchen, Unterdietfurt, Eggenfelden, Wurmannsquick, Pleiskirchen, Reischach és Erlbach községekkel határos.

## Népesség
A település népessége az elmúlt években az alábbi módon változott:
| Lakosok száma | 652  | 1232 | 1408 | 1612 | 2014 | 2030 | 2043 | 2059 | 2211 | 2228 |
|               | 1875 | 1950 | 1975 | 1987 | 2012 | 2014 | 2016 | 2017 | 2021 | 2023 |